# Oral galvanism
Oral galvanism var beteckningen på besvär som de drabbade förknippade med tandfyllningsmaterialet amalgam, framför allt under 1970- och 1980-talen. Teorin var att metaller i tandfyllningar och tandproteser skulle kunna fungera som ett galvaniskt element med saliv som elektrolyt, det vill säga att det skulle kunna bildas elektriska spänningar i munnen och att detta skulle kunna leda till läckage av kvicksilver från amalgamfyllningar. År 1993 tillsatte Socialstyrelsen en expertgrupp som granskade de vetenskapliga rapporterna i ämnet. Gruppens rapport, Blir man sjuk av amalgam? (SoS 1994:21), slog fast att det inte kunde påvisas att kvicksilver från amalgam kunde påverka hälsan, utöver eventuella, sällsynta fall av allergiska reaktioner.